# Busto de Pushkin en Odesa
El Busto de Pushkin en Odesa o bien el Monumento a Alejandro Pushkin (ucraniano: Пам'ятник Олександру Пушкіну) es un busto de bronce monumental que representa el literato Alejandro Pushkin (1799-1837). Se encuentra en Odesa, Ucrania en el borde del Bulevar marítimo (Primorsky Boulvar) en el espacio conocido como bulevar Nikolaievsk. Este es el tercer monumento en Odesa en memoria de Pushkin. Este monumento se erigió en honor de Pushkin, a expensas de los locales por el 50 aniversario de su muerte. Se creó entre 1887 y 1888. El busto está colocado sobre un pedestal de granito frente a la Duma Municipal (entonces Bolsa del pueblo de Odesa).